# Municipio de Amboy (Illinois)
El municipio de Amboy (en inglés: Amboy Township) es un municipio ubicado en el condado de Lee en el estado estadounidense de Illinois. En el año 2010 tenía una población de 3108 habitantes y una densidad poblacional de 33,87 personas por km².

## Geografía
El municipio de Amboy se encuentra ubicado en las coordenadas 41°42′46″N 89°20′34″O / 41.71278, -89.34278. Según la Oficina del Censo de los Estados Unidos, el municipio tiene una superficie total de 91.76 km², de la cual 91,31 km² corresponden a tierra firme y (0,49 %) 0,45 km² es agua.

## Demografía
Según el censo de 2010, había 3108 personas residiendo en el municipio de Amboy. La densidad de población era de 33,87 hab./km². De los 3108 habitantes, el municipio de Amboy estaba compuesto por el 97,43 % blancos, el 0,61 % eran afroamericanos, el 0,13 % eran amerindios, el 0,13 % eran asiáticos, el 0,51 % eran de otras razas y el 1,19 % eran de una mezcla de razas. Del total de la población el 3,41 % eran hispanos o latinos de cualquier raza.